# Agafia Savkina
Agafia Savkina, död 1648, var en rysk bondkvinna som avrättades för häxeri.
Hon tillhörde allmogen vid ett av furst Nikita Ivanovitj Odovetskijs gods i Shatskoe. I augusti 1647 anmäldes hon av en av godsets bönder till godsets förvaltare, eller starosta, för trolldom. Målet hanterades först av godsets privata domstol. Hon anklagades för att ha gjort ett stort antal personer sjuka med hjälp av trolldom. Konkret ska hon ha förorsakat många personer tumörer. 
Även hennes syster Ovdoti och hennes systers svärfar Tereshka Ivlev anmäldes som hennes medbrottslingar. De ska ha utfört detta genom att läsa trollramsor eller besvärjelser, och genom att strö gravjord över sina offers dryck, och att dessa hade insjuknat då de druckit av det. Ett stort antal vittnen bekräftade att de hade sett de tre åtalade göra detta. 
Sedan målet hade hanterats av godsets domstol överfördes det till den högsta domstolen i Moskva. Ovdotia flydde och tycks framgångsrikt ha lyckats undgå att gripas igen, men Agafia Savkina och Tereshka Ivlev dömdes 17 november 1648 till att brännas på bål för trolldom. 
Målet mot Agafia Savkina är en av de mest kända av Rysslands häxprocesser. De ryska häxprocesserna är dåligt dokumenterade, och det är en av de få vars utgång finns bekräftat. 